# Gantiadi

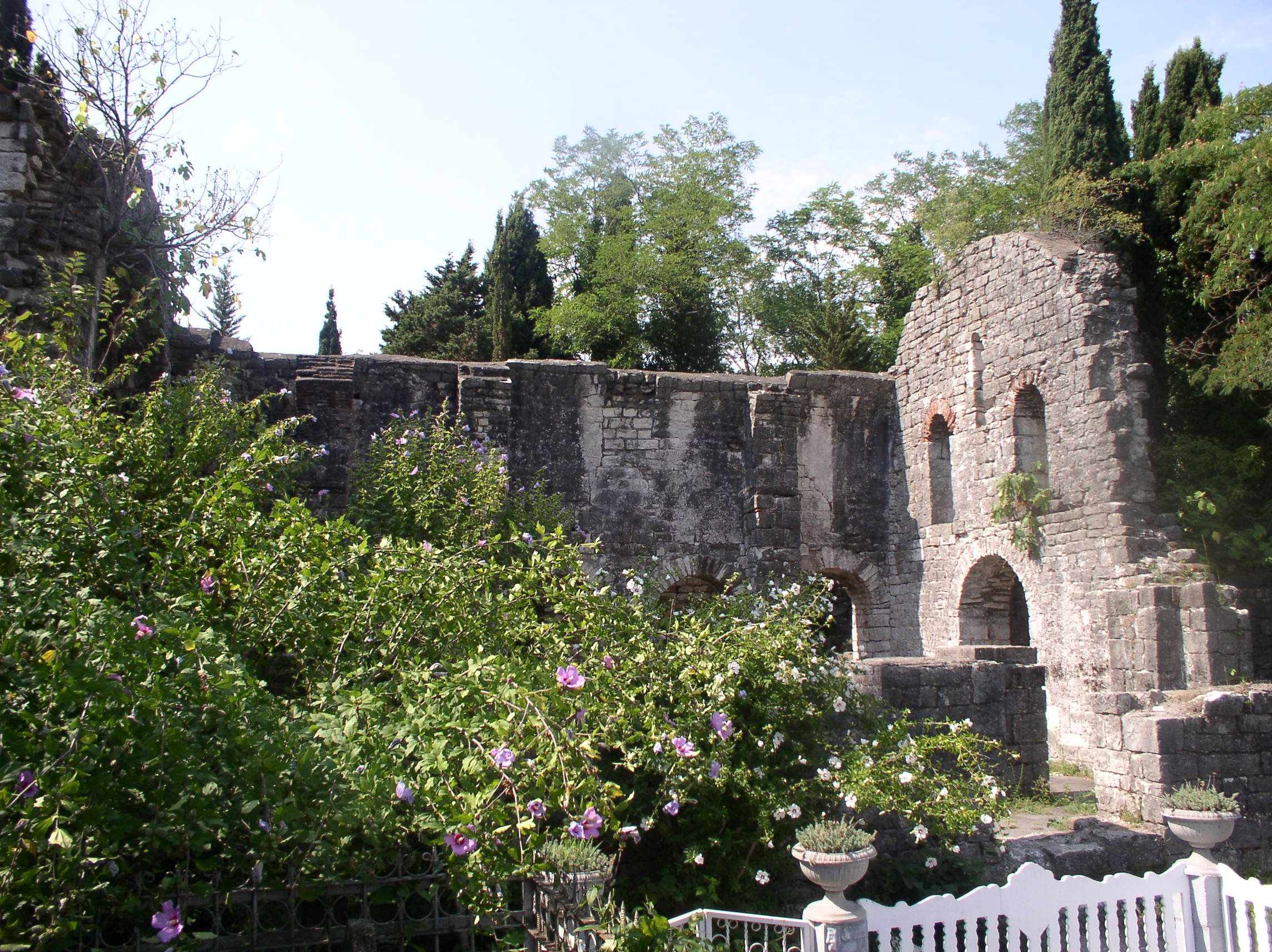
Die Ruinen der Basilika von Gantiadi

Gantiadi (georgisch განთიადი; russisch Гантиади), oder Zandrypsch (abchasisch Цандрыҧшь; russisch Цандрыпш) ist eine Ortschaft mit 5170 Einwohnern in Abchasien. Sie befindet sich im Nordteil des Landes, im Rajon Gagra nahe der russischen Grenze. Gantiadi liegt am Schwarzen Meer, an der Mündung des Flusses Chaschupse.
Die Einwohnerzahl betrug 2011 insgesamt 5170 Menschen, von denen 55,9 % Armenier, 19,6 % Abchasen und 18,4 % Russen waren. Kleinere Minderheiten waren Ukrainer (1,2 %), Georgier (0,9 %) sowie Griechen (0,7 %) In der Ortschaft befinden sich die Ruinen einer Basilika.
In der Antike war der Ort als Sautschi bekannt. Der jetzige Ortsname leitet sich vom abchasischen Adelsgeschlecht Zanba her. Nach Deportation und Flucht der sads-abchasischen Vorbevölkerung gründeten 1867 russische Kolonisten in der Nähe von Gantiadi eine Siedlung mit dem Namen Pilenkowo, die schon bald mit Ersterer verschmolz. Der Name Pilenkowo wurde daraufhin für die gesamte Siedlung verwendet. Während der Zeit des Stalinismus wurde die Ortschaft 1944 in Gantiadi umbenannt, georgisch für „Morgengrauen“. 1993 folgte die Rückumbenennung in Zandrypsch.